# Armoiries du Niger
Les actuelles armoiries du Niger ont été adoptées le 1er décembre 1962. 
Elles sont composées, sur fond vert, d'un soleil doré accompagné à sa gauche de deux épées de Touaregs et d'une lance (qui symbolisent la valeur des gens dans le passé), à sa droite d'un épi de millet et en dessous d'une tête de buffle (symboles de l'agriculture et de l'élevage). Les armoiries sont entourées de quatre drapeaux nationaux ainsi que d'un parchemin où on peut lire le nom officiel du pays : « République du Niger ».